# Selviria
Selviria är ett släkte av skalbaggar. Selviria ingår i familjen Aphodiidae.
Kladogram enligt Catalogue of Life:
| Selviria | \| \| Selviria anneae \| \| \| \| \| \| Selviria matogrossoensis \| \| \| \| |
|          | \| \| Selviria anneae \| \| \| \| \| \| Selviria matogrossoensis \| \| \| \| |
|          | Selviria anneae                                                              |
|          |                                                                              |
|          | Selviria matogrossoensis                                                     |
|          |                                                                              |